# Стил-арена
Стил Арена — Кошицкий стадион имени Ладислава Трояка (словац. Steel Aréna — Košický štadión Ladislava Trojáka) — многофункциональный спортивно-развлекательный комплекс в Кошице в Словакии, домашняя арена ХК Кошице. Вместимость — 8347 мест (по другим данным, 8373).
«Стил Арена» была открыта 24 февраля 2006 года на месте стадиона имени Ладислава Трояка, построенного в 1960 году. Титульный спонсор — металлургическое предприятие U. S. Steel Košice. На чемпионате мира по хоккею 2011 года на арене проводились матчи предварительного этапа в группах B (Беларусь, Канада, Франция, Швейцария) и C (Австрия, Норвегия, США, Швеция), матчи квалификационного этапа в группе F и половина матчей утешительного раунда (матчи за 13-16 места).
В 2019 году на арене будут проводиться игры чемпионата мира по хоккею.
Размеры ледовой площадки — 60х30 метров, угол наклона верхних трибун — 42°, нижних — 28°.

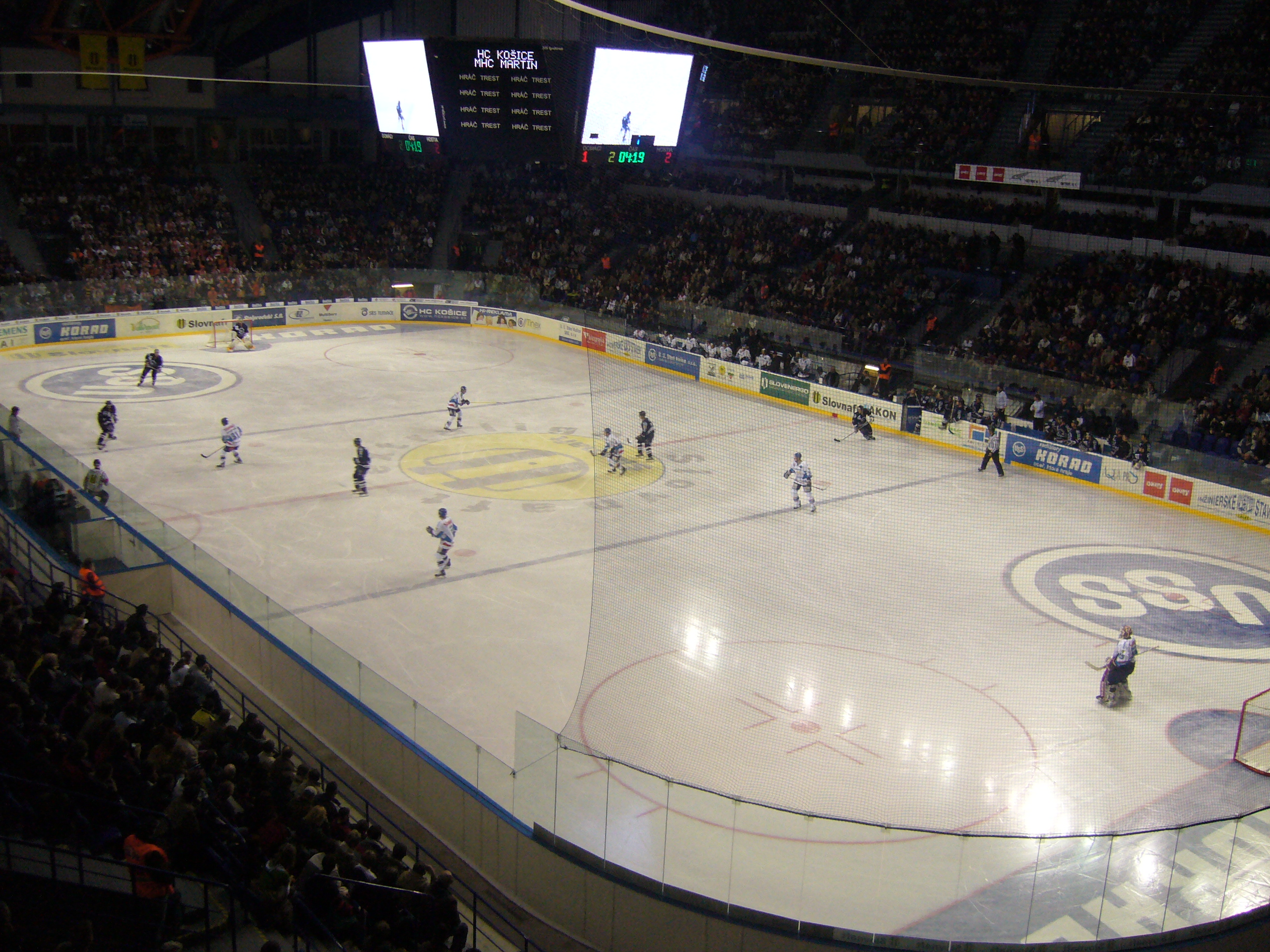
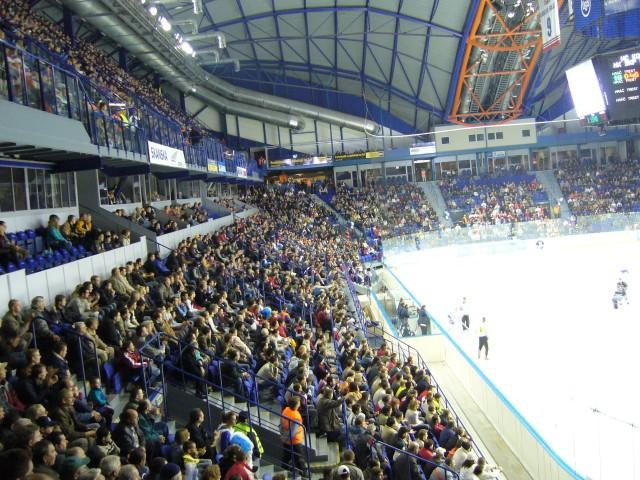
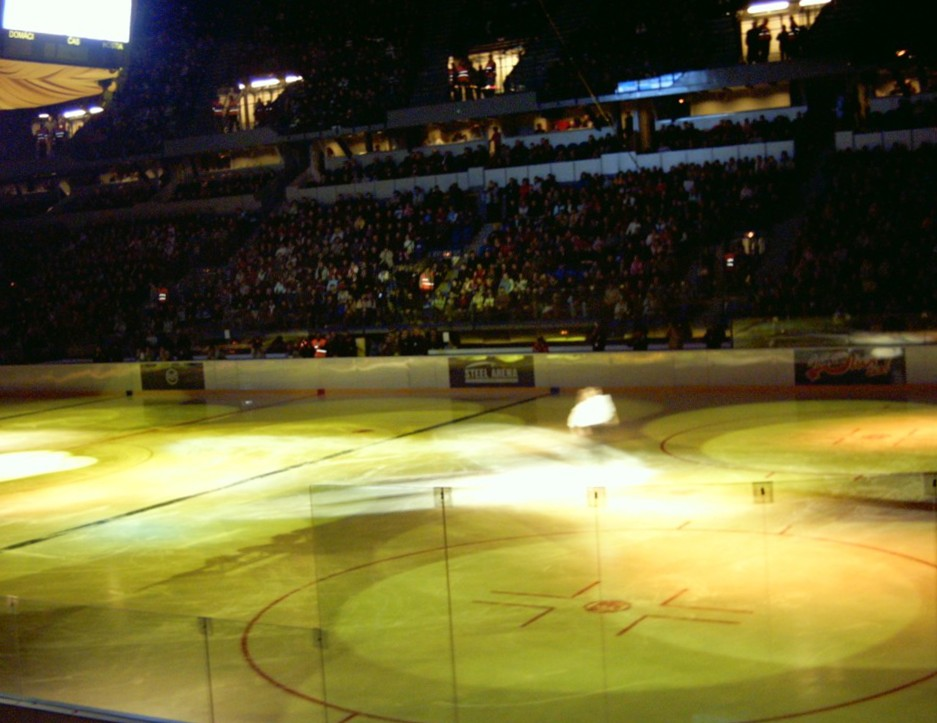